# Kamenné Kosihy
Kamenné Kosihy este o comună slovacă, aflată în districtul Veľký Krtíš din regiunea Banská Bystrica. Localitatea se află la altitudinea de 197 m deasupra n.m., se întinde pe o suprafață de 5,02 km2 și în 2017 număra 333 de locuitori.

## Istoric
Localitatea Kamenné Kosihy este atestată documentar din 1135.

## Demografie
| An:                | 1994 | 2004   | 2014   | 2024   |
| ------------------ | ---- | ------ | ------ | ------ |
| Număr de persoane: | 374  | 344    | 343    | 359    |
| Diferență:         |      | −8,02% | −0,29% | +4,66% |

| An:                | 2023 | 2024   |
| ------------------ | ---- | ------ |
| Număr de persoane: | 356  | 359    |
| Diferență:         |      | +0,84% |